# Tomasz Szczepanik
Tomasz Szczepanik (ur. 2 listopada 1981 w Bogoniowicach) – polski wokalista, lider i współzałożyciel zespołu Pectus.

## Życiorys

### Wczesne życie i edukacja
Tomasz Szczepanik urodził się i wychował w Bogoniowicach, wsi pod Tarnowem w województwie małopolskim. Ma trójkę młodszego rodzeństwa: dwóch bliźniaków, Marka i Mateusza oraz Macieja.
Wychowywał się w trudnych warunkach – bracia mieszkali w niewielkim pokoju, a w domu nie było dostępu do bieżącej wody i toalety. Mając 8 lat, otrzymał od rodziców pierwszy keyboard, co zapoczątkowało jego zainteresowanie muzyką. Ukończył technikum o profilu stolarskim, a później wyższe studia magisterskie w Instytucie Muzyki Uniwersytetu Rzeszowskiego.

### Kariera muzyczna
W 2005 roku założył zespół Pectus. Nazwa zespołu pochodzi od łacińskiego słowa „pectus” i oznacza wolę, hart ducha i upór w dążeniu do celu. Początkowo grupa grała lokalnie, a w 2006 roku zwyciężyła na Carpathia Festival w Rzeszowie.
W skład zespołu weszli również jego bracia: Marek (perkusja), Mateusz (gitara basowa) i Maciej (gitara). Do 2025 roku zespół wydał siedem albumów, z których trzy uzyskały status złotych płyt. Do największych przebojów należą m.in. „To, co chciałbym Ci dać”, „Barcelona”, „Jeden Moment”. Pectus zdobył nagrody takie jak m.in. Słowik Publiczności na Festiwalu w Sopocie (2008) oraz dwie Superjedynki podczas KFPP w Opolu (2013).
W 2023 roku Tomasz Szczepanik dołączył jako juror do 4. edycji programu The Voice Senior emitowanego przez TVP2, a w 2024 powrócił również w 5. edycji.

### Życie prywatne
Tomasz Szczepanik jest żonaty z Moniką Paprocką-Szczepanik, która pełni rolę menedżerki zespołu Pectus. Wcześniej był zaręczony z inną kobietą, ale odwołał ślub dziewięć dni przed terminem. Para ma syna, Stanisława, urodzonego w 2014 roku.